# Kaga Kenichi
Kenichi Kaga (加賀 健一 Kaga Kenichi, sinh ngày 30 tháng 9 năm 1983 ở Tennō, Akita) là một cầu thủ bóng đá người Nhật Bản thi đấu cho Montedio Yamagata.

## Thống kê sự nghiệp
Cập nhật đến ngày 23 tháng 2 năm 2018.
| Thành tích câu lạc bộ | Thành tích câu lạc bộ | Thành tích câu lạc bộ | Giải vô địch | Giải vô địch | Cúp                   | Cúp                   | Cúp Liên đoàn | Cúp Liên đoàn | Châu lục | Châu lục  | Tổng cộng | Tổng cộng |
| Mùa giải              | Câu lạc bộ            | Giải vô địch          | Số trận      | Bàn thắng    | Số trận               | Bàn thắng             | Số trận       | Bàn thắng     | Số trận  | Bàn thắng | Số trận   | Bàn thắng |
| Nhật Bản              | Nhật Bản              | Nhật Bản              | Giải vô địch | Giải vô địch | Cúp Hoàng đế Nhật Bản | Cúp Hoàng đế Nhật Bản | J. League Cup | J. League Cup | AFC      | AFC       | Tổng cộng | Tổng cộng |
| --------------------- | --------------------- | --------------------- | ------------ | ------------ | --------------------- | --------------------- | ------------- | ------------- | -------- | --------- | --------- | --------- |
| 2002                  | Júbilo Iwata          | J1 League             | 0            | 0            | 0                     | 0                     | 0             | 0             | -        | -         | 0         | 0         |
| 2003                  | Júbilo Iwata          | J1 League             | 0            | 0            | 0                     | 0                     | 0             | 0             | 0        | 0         | 0         | 0         |
| 2004                  | Júbilo Iwata          | J1 League             | 0            | 0            | 0                     | 0                     | 0             | 0             | 1        | 0         | 1         | 0         |
| 2005                  | Consadole Sapporo     | J2 League             | 31           | 0            | 1                     | 0                     | -             | -             | -        | -         | 32        | 0         |
| 2006                  | Consadole Sapporo     | J2 League             | 44           | 4            | 5                     | 1                     | -             | -             | -        | -         | 49        | 5         |
| 2007                  | Júbilo Iwata          | J1 League             | 30           | 2            | 2                     | 0                     | 4             | 0             | -        | -         | 36        | 2         |
| 2008                  | Júbilo Iwata          | J1 League             | 30           | 0            | 1                     | 0                     | 4             | 0             | -        | -         | 35        | 0         |
| 2009                  | Júbilo Iwata          | J1 League             | 9            | 0            | 0                     | 0                     | 4             | 0             | -        | -         | 13        | 0         |
| 2010                  | Júbilo Iwata          | J1 League             | 12           | 0            | 0                     | 0                     | 5             | 0             | -        | -         | 17        | 0         |
| 2011                  | Júbilo Iwata          | J1 League             | 30           | 0            | 1                     | 0                     | 3             | 1             | -        | -         | 33        | 1         |
| 2012                  | FC Tokyo              | J1 League             | 17           | 0            | 1                     | 0                     | 2             | 0             | 3        | 0         | 23        | 0         |
| 2013                  | FC Tokyo              | J1 League             | 18           | 0            | 1                     | 0                     | 6             | 0             | -        | -         | 25        | 0         |
| 2014                  | FC Tokyo              | J1 League             | 7            | 0            | 0                     | 0                     | 2             | 0             | -        | -         | 9         | 0         |
| 2015                  | Urawa Red Diamonds    | J1 League             | 4            | 0            | 1                     | 0                     | 0             | 0             | 3        | 0         | 8         | 0         |
| 2016                  | Urawa Red Diamonds    | J1 League             | 1            | 0            | 0                     | 0                     | 2             | 0             | 0        | 0         | 3         | 0         |
| 2017                  | Montedio Yamagata     | J2 League             | 20           | 1            | 0                     | 0                     | -             | -             | -        | -         | 20        | 1         |
| Tổng cộng sự nghiệp   | Tổng cộng sự nghiệp   | Tổng cộng sự nghiệp   | 253          | 7            | 12                    | 1                     | 24            | 0             | 7        | 0         | 296       | 8         |